# Crevedia Mică
Crevedia Mică – wieś w Rumunii, w okręgu Giurgiu, w gminie Crevedia Mare. W 2011 roku liczyła 988 mieszkańców.